# Sick-Building-Syndrom
Sick-Building-Syndrom (kurz SBS; englisch sick building syndrome) ist ein in den 1970er Jahren entstandenes Konzept zur Beschreibung und Erforschung gesundheitlicher Störungen im Zusammenhang mit dem Aufenthalt in bestimmten Häusern oder Innenräumen. In der wissenschaftlichen Literatur wird inzwischen jedoch mehrheitlich von Building-related symptoms (auf Deutsch etwa „Symptome im Zusammenhang mit Gebäuden“) und Building-related illness (auf Deutsch etwa „Krankheit im Zusammenhang mit Gebäuden“) gesprochen, da Symptome und Krankheiten, im Zusammenhang mit der Umgebung in Innenräumen oder ausgelöst durch die Umgebung in Innenräumen, verbreitet sind.
Bei Symptomen im Zusammenhang mit Gebäuden handelt es sich meistens um die Verschlimmerung bereits existierender Erkrankungen (wie zum Beispiel Rhinitis oder Asthma) oder um Berufskrankheiten, aber gegebenenfalls auch um neue und noch unbekannte Störungen.
In Japan wird auch vom „Sick House Syndrome“ gesprochen, mit einem Fokus auf häusliche Chemikalienbelastungen und Schimmelpilze.

## Definition
Es existiert keine einheitliche Definition des Begriffs „Sick-Building-Syndrom“ und der damit zusammenhängenden Konzepte.
Es werden eine Vielzahl an Symptomen genannt, die mit ihm in Verbindung stehen sollen, deren genaue Ursache aber gleichzeitig als unbekannt gilt. Eine Verminderung der Arbeitsfähigkeit, vermehrte Arbeitsunfähigkeit und eine Verbesserung der Symptome nach dem Verlassen des Gebäudes werden im Zusammenhang mit dem Konzept genannt.

## Symptome und Beschwerden
Die Symptomkomplexe werden von verschiedenen Autoren und Experten zu einer Vielzahl von Krankheitsbeschreibungen zusammengefasst, zum Beispiel als Öko-Syndrom, Multiple Chemikalien-Sensitivität (MCS-Syndrom) oder Sick-Building-Syndrom, einem Phänomen, bei dem sich Betroffene aufgrund eines „krankmachenden“ Gebäudes krank fühlen. Aktuellen Schätzungen zufolge sind in Deutschland rund 400.000 Menschen von solchen Überempfindlichkeiten gegenüber Chemikalien betroffen, meldet der Deutsche Allergie- und Asthmabund (DAAB).
Aber auch Allergien, Kopfschmerzen, Schädigung des Immunsystems, Reizungen der Augen und Atemwege sowie Störungen der Nieren- und Leberfunktion bedeuten erhebliche Einschränkungen im alltäglichen Leben und vermindern die Lebensqualität. Sogar Depressionen können dadurch ausgelöst werden. Da einige Stoffe als krebserregend eingestuft sind, kann eine Schadstoffbelastung der Innenraumluft nicht nur zu einem SBS, sondern in schweren Fällen sogar zu einer Krebserkrankung führen.

## Prävention

### Gesetzliche Richtlinien zur Prävention
Für etwa 20.000 verschiedene Materialien und Produkte europaweit ist die Bauproduktenverordnung und das deutsche Bauproduktgesetz die rechtliche Grundlage. Die CE-Kennzeichnung (Conformité Européenne, europäische Konformität) ist der Nachweis für den Europäischen Binnenmarkt. Für „Hygiene, Gesundheit und Umweltschutz“ gelten nationale Regelungen. Mit der CE-Kennzeichnung bestätigt der Hersteller die Konformität des Produktes mit den zutreffenden EG-Richtlinien und die Einhaltung der darin festgelegten „wesentlichen Anforderungen“. Darunter befindet sich – gleich an erster Stelle – die Freisetzung giftiger Gase.
In Deutschland wurde 1997 der Ausschuss für die gesundheitliche Bewertung von Bauprodukten (AgBB) gegründet. Der AgBB entwickelte das Bewertungsschema zur gesundheitlichen Bewertung der Emission flüchtiger organischer Verbindungen aus Bauprodukten, die in Innenräumen Verwendung finden.

### Maßnahmen zu Verbesserung der Luftqualität
Um diesem Problem besser beizukommen, ist es notwendig, dass wirklich regelmäßig das Fenster geöffnet wird. Am besten ist Stoßlüften, alle paar Stunden für rund zehn Minuten.
Natürliche LuftfilterDie amerikanische Weltraumbehörde NASA beschäftigt sich seit über 20 Jahren innerhalb eines Raumfahrtteilprojektes damit, Umweltgifte aus geschlossenen Räumen zu eliminieren. Hierbei fanden Wissenschaftler heraus, dass es Pflanzen gibt, die Gifte aus der Luft absorbieren können.
Technische MaßnahmenAlle flüchtigen organischen Verbindungen und viele chemische Verbindungen lassen sich durch den Einbau von Ionisationsgeräten mit Ionisationsröhren in die jeweilige Lüftungstechnik von Gebäuden sicher beseitigen. Aber auch kleine Ionisationsmodule verbessern die Ionenkonzentration in Wohngebäuden und lassen sich in die kontrollierte Wohnungslüftung integrieren.